# Sinh lý học

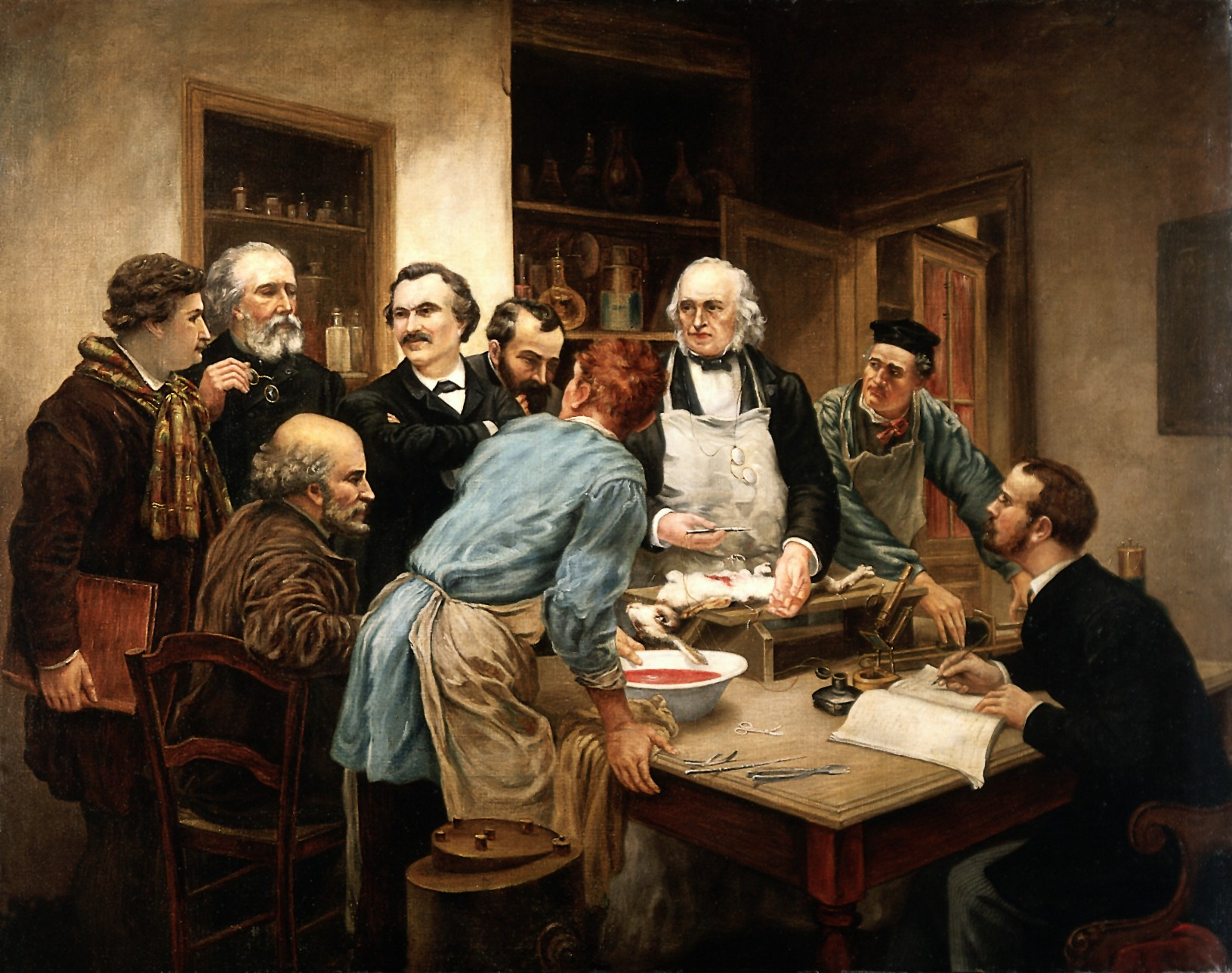
Bức tranh sơn dầu miêu tả Claude Bernard, vị cha đẻ của sinh lý học hiện đại, bên cạnh các học trò của mình.

Sinh lý học (tiếng Anh: Physiology, /ˌfɪziˈɒlədʒi/; từ Ancient Greek  φύσις (physis) 'tự nhiên, nguồn gốc', và  -λογία (-logia) 'nghiên cứu về') là một bộ môn khoa học nghiên cứu về các chức năng và cơ chế trong một cơ thể sống. Là một phân ngành của sinh học, sinh lý học chú trọng vào cách những sinh vật, hệ cơ quan, cơ quan, tế bào và phân tử sinh học của cá thế thực hiện các chức năng hóa học và vật lý trong một cơ thể sống. Dựa theo các lớp sinh vật, bộ môn có thể được chia làm sinh lý y khoa, sinh lý học động vật, sinh lý học thực vật, sinh lý học tế bào và sinh lý học so sánh.
Trọng tâm của chức năng sinh lý học là những quá trình lý sinh và hóa sinh, cơ chế kiểm soát cân bằng nội môi và tín hiệu giữa các tế bào. Tình trạng sinh lý là tình trạng chức năng thông thường, trong khi tình trạng bệnh lý là những tình trạng bất thường, trong đó có bệnh tật ở người.
Giải Nobel Sinh lý học hoặc Y học được Viện Hàn lâm Khoa học Hoàng gia Thụy Điển trao tặng cho những thành tựu khoa học xuất sắc trong sinh lý học liên quan đến y học. 

## Nền tảng

### Tế bào
Mặc dù có những điểm khác biệt giữa tế bào của động vật, thực vật và vi khuẩn, những chức năng sinh lý học cơ bản của tế bào có thể được chia thành các quá trình phân bào, tín hiệu tế bào, tăng sinh tế bào và trao đổi tế bào.

### Thực vật
Sinh lý học thực vật là một phân ngành của thực vật học liên quan đến chức năng của thực vật. Những bộ môn liên quan mật thiết gồm có hình thái học thực vật, sinh thái học thực vật, hóa thực vật học, sinh học tế bào, di truyền học, lý sinh học và sinh học phân tử. Những quá trình cơ bản của sinh lý học thực vật gồm có quang hợp, hô hấp, dinh dưỡng thực vật, hướng động, ứng động, quang chu kỳ, phát sinh hình thái học, nhịp điệu sinh học, nảy mầm, tình trạng ngủ, chức năng khí khổng và thoát hơi nước. Hút nước qua rễ, sản xuất thức ăn trong lá và sự phát triển của chồi hướng sáng là những ví dụ về sinh lý học thực vật.

### Động vật

#### Người
Sinh lý học con người ra đời nhằm tìm hiểu cơ chế giúp cho cơ thể người vận hành và tồn tại, thông qua nghiên cứu khoa học về bản chất của các chức năng cơ học, vật lý và hóa sinh của người, cơ quan của họ, và tế bào được cấu thành từ chúng. Mức độ chú trọng chính của sinh lý học nằm ở mức độ của các cơ quan và hệ thống. Hệ thống thần kinh và nột tiết giữ vai trò chính trong việc tiếp nhận và truyền tín hiệu, gắn thành chức năng ở động vật. Cân bằng nội môi là khía cạnh chính liên quan đến những tương tác kể trên trong thực vật cũng như động vật. Cơ sở sinh học của nghiên cứu sinh lý học, hòa nhập là để chỉ nhiều chức năng chồng chéo trong các hệ thống của cơ thể người, cũng như hình dạng của chúng. Cơ sở ấy có được thông qua liên lạc xảy ra bằng nhiều cách, cả theo điện học và hóa học.
Những thay đổi trong sinh lý học có thể tác động tới chức năng tinh thần của các cá nhân. Những ví dụ có thể kể tới tác động của một số loại thuốc hoặc độ độc của các chất. Những thay đổi về mặt hành vi do những chất trên gây ra thường được dùng để đánh giá sức khỏe của các cá nhân. Phần lớn kiến thức cốt lõi của sinh lý học người được bổ sung thêm bằng thử nghiệm động vật. Do mối liên hệ thường trực giữa hình thái và chức năng, sinh lý học và giải phẫu học có quan hệ mật thiết và được nghiên cứu song song như một phần của chương trình giảng dạy y khoa.

### Sinh lý học so sánh
Liên quan tới sinh lý học tiến hóa và sinh lý học môi trường, sinh lý học so sánh xem xét tính đa dạng về các đặc điểm chức năng giữa các sinh vật.

## Lịch sử

### Thời cổ đại
Nghiên cứu sinh lý học dưới dạng lĩnh vực y khoa bắt nguồn từ thời Hy Lạp cổ đại, ở thời Hippocrates (cuối thế kỷ 5 TCN). Ngoài truyền thống ở phương Tây, những hình thức đầu tiên của sinh lý học hay giải phẫu học có thể được manh nha cùng khoảng thời gian kể trên ở Trung Quốc, Ấn Độ và một số nơi khác. Hippocrates đưa ra học thuyết thể dịch, chứa 4 nguyên tố cơ bản: đất, nước, không khí và lửa. Mỗi nguyên tố được biết đến là mang thể dịch tương ứng: mật đen, đờm, máu và mật vàng. Hippocrates còn lưu ý một số kết nối cảm xúc tới 4 thể dịch, về sau được Galen mở rộng thêm. Tư duy phê phán của Aristotle và việc ông nhấn mạnh vào quan hệ giữa cấu trúc và chức năng đã đánh dấu bước khởi đầu của sinh lý học ở thời Hy Lạp cổ đại. Như Hippocrates, Aristotle lấy thuyết thể dịch về bệnh tật, cũng chứa 4 loại chính trong sự sống: nóng, lạnh, ước và khô. Galen (sống khoảng năm 130–200 SCN) là người đầu tiên sử dụng các thí nghiệm để thăm dò chức năng của cơ thể. Không như Hippocrates, Galen luận định rằng sự mất cân bằng thể dịch có thể nằm ở các cơ quan cụ thể, tức gồm toàn bộ cơ thể. Việc ông chỉnh sửa học thuyết đã giúp các bác sĩ trang bị tốt hơn để chẩn đoán bệnh. Galen cũng bác bỏ luận điểm của Hippocrates cho rằng cảm xúc cũng tương thích với thể dịch, và thêm khái niệm tính khí: lạc quan tương ứng với máu; lạnh lùng tương ứng với đờm; mật vàng tương ứng với nóng tính; và mật đen tương ứng với sầu muộn. Galen còn chỉ ra cơ thể người gồm có ba hệ thống kết nối: não và dây thần kinh (chịu trách nhiệm cho suy nghĩ và cảm giác); trái tim và động mạch (cung cấp sự sống); gan và tĩnh mạch (có thể hỗ trợ dinh dưỡng và sinh trưởng). Galen cũng là người sáng lập môn sinh lý học thực nghiệm. Và trong hơn 1.400 năm sau, sinh lý học của Galen vẫn là một công cụ mạnh mẽ và giàu sức ảnh hưởng trong y học.

### Thời cận đại
Bác sĩ người Pháp Jean Fernel (1497–1558) là người trình làng thuật ngữ "sinh lý học" ("physiology"). Galen, Ibn al-Nafis, Michael Servetus, Realdo Colombo, Amato Lusitano và William Harvey được ghi công với những phát hiện quan trọng trong tuần hoàn máu. Santorio Santorio ở những năm 1610 là người đầu tiên sử dụng một thiết bị để đo đạc mạch và một nhiệt nghiệm để đo tính khí.
Năm 1791, Luigi Galvani miêu tả vai trò của điện trong dây thần kinh của trong cơ thể bị mổ xẻ của ếch. Năm 1811, César Julien Jean Legallois nghiên cứu hô hấp trong mẫu mổ xẻ và thương tổn của động vật, rồi phát hiện trung tâm của hô hấp nằm ở hành não. Cùng năm ấy, Charles Bell hoàn thành công trình nghiên cứu về sau còn được biết tới là luật Bell-Magendie, tức so sánh những khác biệt về chức năng giữa rễ lưng và rễ bụng của tủy sống. Năm 1824, François Magendie miêu tả các rễ cảm giác và trình ra bằng chứng đầu tiên về vai trò của tiểu não trong nhận thức thăng bằng để hoàn thiện luật Bell-Magendie.
Ở thập niên 1820, nhà sinh lý học người Pháp Henri Milne-Edwards trình ra khái niệm về phân công lao động trong sinh lý, tức cho phép "so sánh và nghiên cứu vật thể sống nếu chúng là những cỗ máy được tạo ra bởi ngành công nghiệp của con người." Lấy cảm hứng từ Adam Smith, Milne-Edwards viết rằng: "cơ thể của mọi sinh vật sống, bất kể là động vật hay thực vật, đều như một nhà máy ... nơi các cơ quan (tương tự như công nhân) làm việc không ngừng nghỉ nhằm tạo ra hiện tượng mà cấu thành nên sự sống của cá thể." Ở những sinh vật khác biệt hơn, chức năng lao động có thể được phân bố giữa các phương tiện hoặc hệ thống khác nhau (mà ông gọi là appareils).
Năm 1858, Joseph Lister nghiên cứu nguyên nhân gây đông máu và viêm nhiễm sau những chấn thương và vết thương hậu phẫu thuật trước đó. Sau đó ông phát hiện ra và sử dụng thuốc sát trùng trong phòng phẫu thuật, do đó về sau tỷ lệ tử vong vì phẫu thuật đã giảm đáng kể. Hiệp hội sinh lý học được thành lập tại Luân Đôn vào năm 1876 dưới dạng một câu lạc bộ ẩm thực. Hiệp hội Sinh lý Mỹ (APS) là một tổ chức phi lợi nhuận được thành lập vào năm 1887. Phương châm của tổ chức là: "thúc đẩy giáo dục, nghiên cứu khoa học và phổ biến thông tin trong môn khoa học sinh lý." Năm 1891, Ivan Pavlov tiến hành nghiên cứu về "phản ứng có điều kiện" liên quan tới việc tiết nước bọt của chó lúc phản ứng với tiếng chuông và kích thích thị giác.
Ở thế kỷ 19, vốn kiến thức về sinh lý bắt đầu tích lũy với tốc độ chóng mặt, đặc biệt là với sự xuất hiện của học thuyết tế bào của Matthias Schleiden và Theodor Schwann vào năm 1838. Học thuyết nhận định triệt để rằng sinh vật được cấu thành từ những đơn vị gọi là tế bào. Những khám phá sâu hơn nữa của Claude Bernard (1813–1878) sau cùng đã làm ông cho ra đời khái niệm môi trường bên trong (milieu interieur), về sau được nhà sinh lý học người Mỹ Walter B. Cannon lấy và đặt lại khái niệm là cân bằng nội môi vào năm 1929. Nói về cân bằng nội môi, Cannon lý giải là "sự duy trì các tình trạng cân bằng trong cơ thể và được điều chỉnh thông qua quá trình sinh lý." Nói cách khác đó là khả ăng điều chỉnh môi trường bên trong của cơ thể. William Beaumont là người Mỹ đầu tiên sử dụng ứng dụng thực tế của môn sinh lý học.
Những nhà sinh lý học ở thế kỷ 19 như Michael Foster, Max Verworn và Alfred Binet (dựa trên những ý tưởng của Haeckel) đã cùng phát minh ra khái niệm gọi là "sinh lý học tổng quát", một bộ môn khoa học thống nhất về sự sống dựa trên những hoạt động của tế bào, về au được đổi tên ở thế kỷ 20 là sinh học tế bào.

### Thời hậu cận đại
Ở thế kỷ 20, các nhà sinh học trở nên quan tâm đến cách hoạt động sinh lý của sinh vật khác ngoài con người, sau đó cho ra đời các chuyên ngành sinh lý học so sánh và sinh lý học sinh thái. Những nhân vật chính trong những chuyên ngành này là Knut Schmidt-Nielsen và George Bartholomew. Gần đây nhất, sinh lý học tiến hóa đã trở thành một phân ngành riêng biệt. Năm 1920, August Krogh đoạt giải Nobel vì đã phát hiện ra cách lưu lượng máu được điều hóa trong mao mạch. Năm 1954, Andrew Huxley và Hugh Huxley, cùng với đội nghiên cứu của họ phát hiện những sợi trượt trong cơ xương, ngày nay còn gọi là thuyết sợi trượt.
Gần đây, đá có những cuộc tranh luận gay gắt về khả năng tồn tại lâu dài của môn sinh lý học dưới dạng một phân ngành (liệu nó đã chết hay còn sống?). Nếu sinh lý học ngày nay ít được nhìn nhận thấy hơn so với kỷ nguyên vàng ở thế kỷ 19, đa phần là vì bộ môn đã đẻ ra một số phân ngành khoa học sinh thiết thục nhất ngày nay, chẳng hạn như khoa học thần kinh, nội tiết học và miễn dịch học. Ngoài ra, sinh lý học vẫn được xem là một phân ngành thống nhất, có thể tập hợp thành một dữ liệu khung chặt chẽ nhất từ nhiều phân ngành khác nhau.

## Những nhà sinh lý học nổi tiếng

### Phụ nữ trong môn sinh lý học
Lúc đầu, phụ nữ đa phần bị khai trừ khỏi hoạt động chính thức trong bất cứ hội sinh lý học nào. Ví dụ, Hiệp hội sinh lý học Mỹ được thành lập vào năm 1887 và chỉ có nam giới trong hàng ngũ thành viên. Năm 1902, Hiệp hội sinh lý học người Mỹ lựa chọn Ida Hyde làm thành viên nữ đầu tiên của hội. Hyde (đại diện của Đại học Liên hiệp phụ nữ Mỹ và người vận dộng bình đẳng giới toàn cầu trong giáo dục) đã nỗ lực thúc đẩy bình đẳng giới ở mọi khía cạnh của khoa học và y học.
Ngay sau đó, vào năm 1913, J.S. Haldane đề xuất cho phụ nữ được phép chính thức gia nhập Hiệp hội sinh học, tổ chức được thành lập vào năm 1876. Ngày 3 tháng 7 năm 1915, 6 phụ nữ được chính thức thừa nhận: Florence Buchanan, Winifred Cullis, Ruth C. Skelton, Sarah C. M. Sowton, Constance Leetham Terry và Enid M. Tribe. Lễ kỷ niệm 100 năm lựa chọn phụ nữ vào sinh lý học đã được tổ chức vào năm 2015 với việc xuất bản cuốn sách "Women Physiologists: Centenary Celebrations And Beyond For The Physiological Society." (ISBN 978-0-9933410-0-7)
Những nhà sinh lý học nữ nổi tiếng gồm có:
- Bodil Schmidt-Nielsen, chủ tịch nữ đầu tiên của Hiệp hội sinh lý học Mỹ vào năm 1975.[45]
- Gerty Cori,[46] cùng với chồng Carl Cori, đã nhận giải Nobel Sinh lý học hoặc Y Học 1947 nhờ phát hiện ra dạng glucose chứa phosphate, còn gọi là glycogen, cũng chức năng của nó trong cơ chế trao đổi chất của sinh vật nhân thừa sinh vật nhân thực nhằm tạo ra năng lượng. Ngoài ra, họ khám phá chu trình Cori, còn gọi là chu trình acid Lactic,[47] miêu tả cách mô cơ chuyển đổi glycogen thành acid lactic thông qua quá trình lên men acid lactic.
- Barbara McClintock tái nhận giải Nobel cho Sinh lý học hoặc Y học năm 1983 nhờ phát hiện ra chuyển gen ngang. McClintock là người thắng giải Nobel duy nhất không phải đồng chiến thắng với bất cứ ai.[48]
- Gertrude Elion,[49] cùng với George Hitchings và Sir James Black đã nhận giải Nobel Sinh lý học và Y học năm 1988 vì phát triển thuốc sử dụng trong điều trị nhiều bệnh chính, ví dụ như lơ xê mi, một vài bệnh tự miễn, bệnh gút, sốt rét và herpes đơn dạng.
- Linda B. Buck,[50] cùng với Richard Axel, đã nhận giải Nobel Sinh lý học hoặc Y học năm 2004 vì phát hiện ra thụ quan khứu giác và tổ chức phức tạp của hệ khứu giác.
- Françoise Barré-Sinoussi,[51] cùng với Luc Montagnier, đã nhận giải Nobel Sinh lý học hoặc Y học năm 2008 vì công trình phát hiện ra HIV, nguyên nhân gây bệnh AIDS.
- Elizabeth Blackburn,[52] cùng với Carol W. Greider[53] và Jack W. Szostak được trao giải Nobel Sinh lý học hoặc Y học 2009 vì công phát hiện ra thành phần di truyền và chức năng của telomere và enzyme có tên telomerase.

## Phân ngành
Có nhiêu cách để phân loại các phân ngành của môn sinh lý học:
- dựa trên nghiên cứu đơn vị phân loại: sinh lý học người, sinh lý học động vật, Sinh lý học thực vật, sinh lý học vi sinh vật, sinh lý học virus
- dựa trên cấp tổ chức: sinh lý học tế bào, sinh lý học phân tử, sinh lý học hệ thống, sinh lý học sinh vật, sinh lý học sinh thái, sinh lý học thống nhất
- dựa trên quá trình gây ra biến đổi sinh lý: sinh lý học phát triển, sinh lý học môi trường, sinh lý học tiến hóa
- dựa trên mục tiêu sau cùng của nghiên cứu: sinh lý học ứng dụng (ví dụ, sinh lý học y khoa), sinh lý học phi ứng dụng (ví dụ, sinh lý học so sánh)